# Legio V Macedonica
Legio V Macedonica – legion założony  w Mezji około 60 p.n.e. Uważa się, że przydomek Macedonica uzyskał w 80 roku, kiedy to jego okręg rekrutacyjny przeniesiono z Mezji do Macedonii.